# Thuiszorg

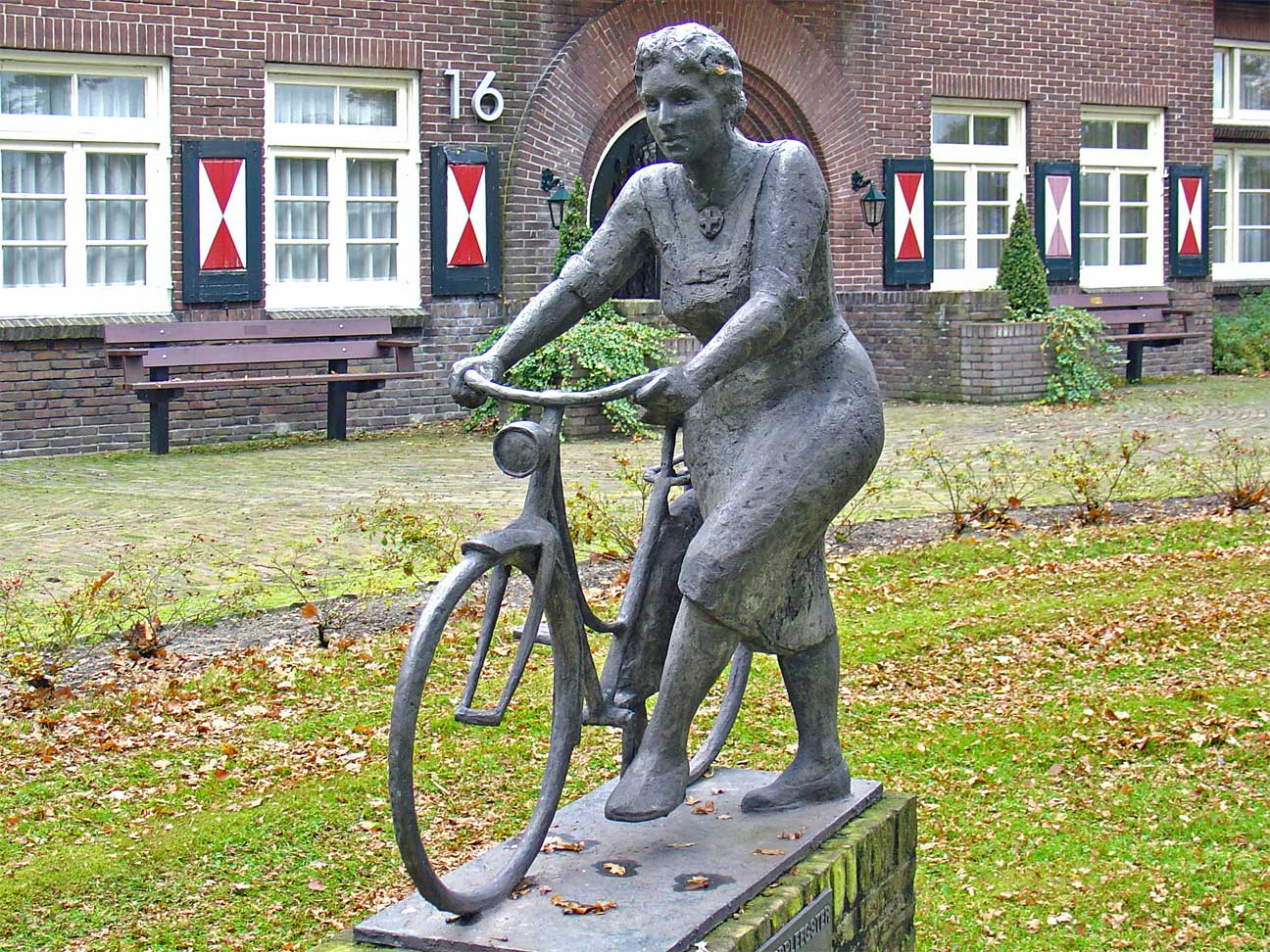
De wijkverpleegster in Westerbork

Thuiszorg is verzorging en verpleging die bij cliënten thuis wordt geleverd. De thuiszorg behoort tot de extramurale gezondheidszorg of eerstelijnsgezondheidszorg. Ze levert verschillende soorten dienstverlening. De belangrijkste zijn verpleging, kraamzorg, huishoudelijke verzorging en persoonlijke verzorging, gespecialiseerde verzorging/verpleging.

## Geschiedenis

### Nederland
De oorsprong van de thuiszorg ligt bij organisaties zoals het Groene Kruis en het Wit-Gele Kruis.
In de jaren zestig van de twintigste eeuw waren er nog 1450 kruisverenigingen met solistisch werkende wijkverpleegkundigen. De ontzuiling bracht deze rond 1980 terug tot ruim 200 kruisorganisaties, waarbij in teamverband wordt gewerkt. De meeste kruisverenigingen zijn gefuseerd met gezinszorginstellingen en handelen tegenwoordig onder de naam thuiszorg. In de jaren zestig waren er nog duizend organisaties voor gezinsverzorging.

### Vlaanderen
Aan het eind van de twintigste eeuw werden in Vlaanderen verschillende regionale overlegorganen opgericht, waarin per streek de belangrijkste thuiszorgactoren actief zijn. Deze samenwerkingsvorm staat bekend als SamenwerkingsInitiatief Thuiszorg (SIT). Hierin participeren ook huisartsen. Het doel van deze instellingen is om hun werking zo veel mogelijk op elkaar af te stemmen en zo de lokale thuiszorg voortdurend te evalueren en te optimaliseren.

## Organisatie

### Nederland
Verpleegkundige thuiszorg wordt gefinancierd vanuit de Wet langdurige zorg (Wlz) of de Zorgverzekeringswet (Zvw). Huishoudelijke thuiszorg valt sinds de invoering van de Wet maatschappelijke ondersteuning (Wmo) in 2007 onder verantwoordelijkheid van de gemeenten. Per 1 januari 2015 is die wet opgevolgd door de Wet maatschappelijke ondersteuning 2015 (Wmo 2015). Om in aanmerking te komen voor thuiszorg heeft een zorgbehoeftige een indicatie nodig.
Met een persoonsgebonden budget (PGB) kunnen personen die thuiszorg nodig hebben onder bepaalde voorwaarden zelf hun zorg inkopen.

### Vlaanderen
Sinds de periode rond de millenniumwisseling kunnen in Vlaanderen personen met een handicap aan wie vanwege het Vlaams Fonds (voor de Sociale Integratie van Personen met een Handicap) een persoonlijke-assistentiebudget (PAB) is toegekend de door henzelf samengestelde thuiszorg financieren.
Uit dezelfde periode dateert een ander initiatief dat in grote mate aangewend wordt om onder meer thuiszorg te bekostigen met name de zorgverzekering georganiseerd door zorgkassen (onafhankelijke instanties of organen aangesloten bij een mutualiteit/ziekenfonds of het OCMW) als aanvulling op de invaliditeitsuitkeringen van het RIZIV (=Rijksinstituut voor Ziekte- en Invaliditeitsverzekering, dat de mutualiteiten of ziekenfondsen in België overkoepelt) en financiële tegemoetkomingen vanwege de Belgische Federale Overheidsdienst Sociale Zekerheid aan bejaarden met een zorgproblematiek en personen met handicap.